# Pogona
Pogona – rzeka, lewobrzeżny dopływ Kościańskiego Kanału Obry o długości 29,81 km. W okolicach miejscowości Jeżewo, na Pogonie zbudowany jest zalew.
Powierzchnia zlewni wynosi 134 km².